# Пая круглочуба
Па́я круглочуба (Cyanocorax chrysops) — вид горобцеподібних птахів родини воронових (Corvidae). Мешкає в Південній Америці.

## Опис

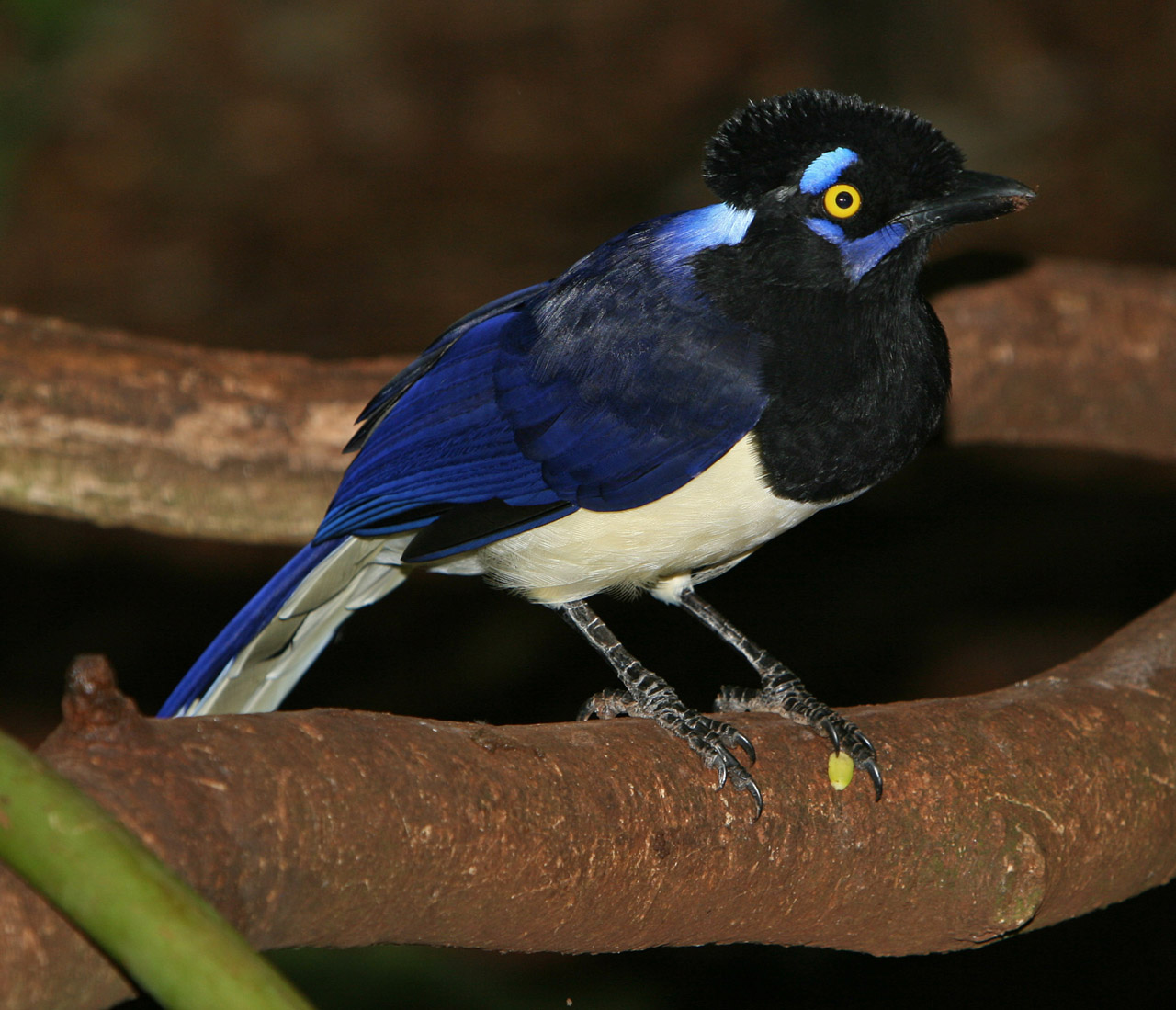
Круглочуба пая

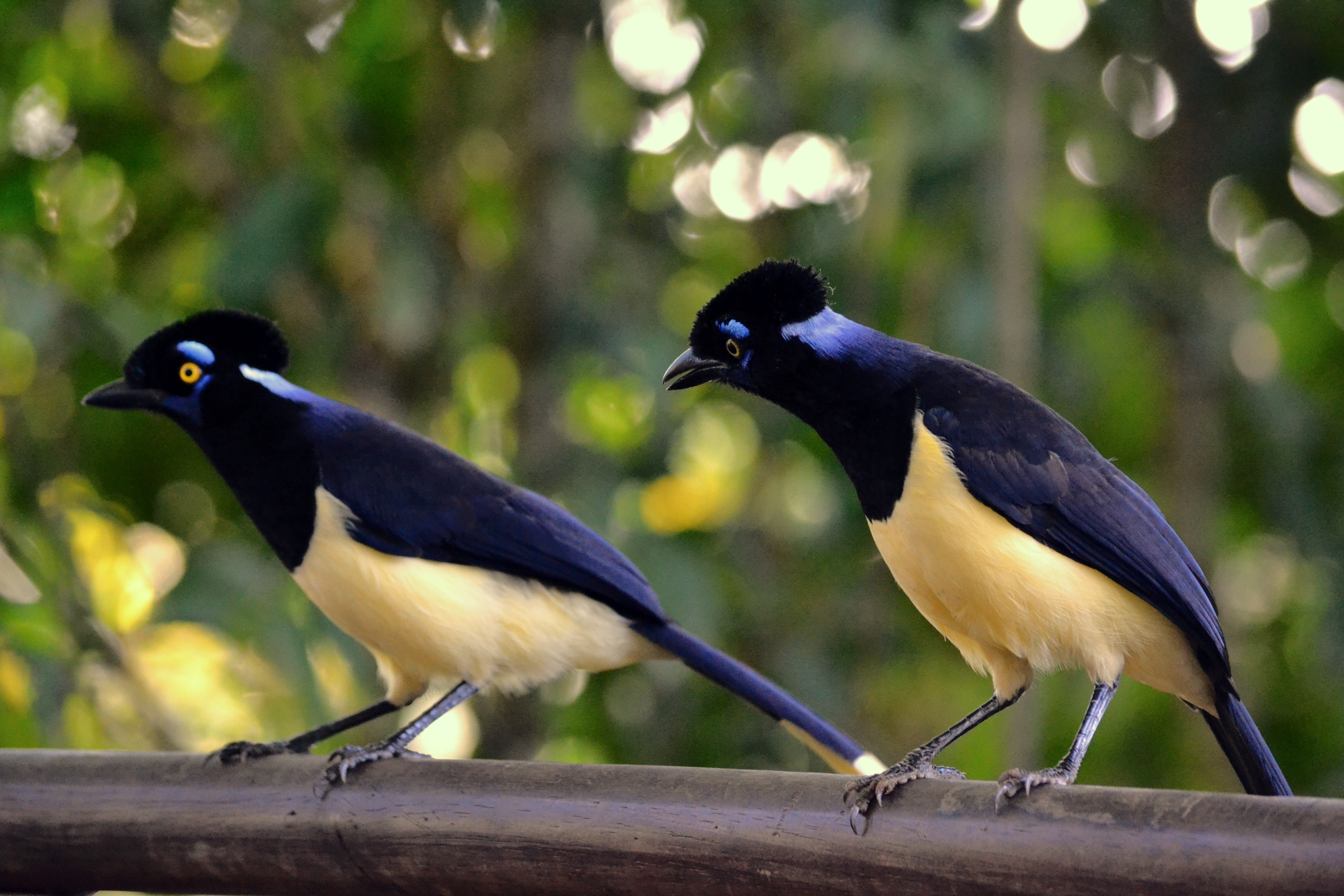
Пара круглочубих пай

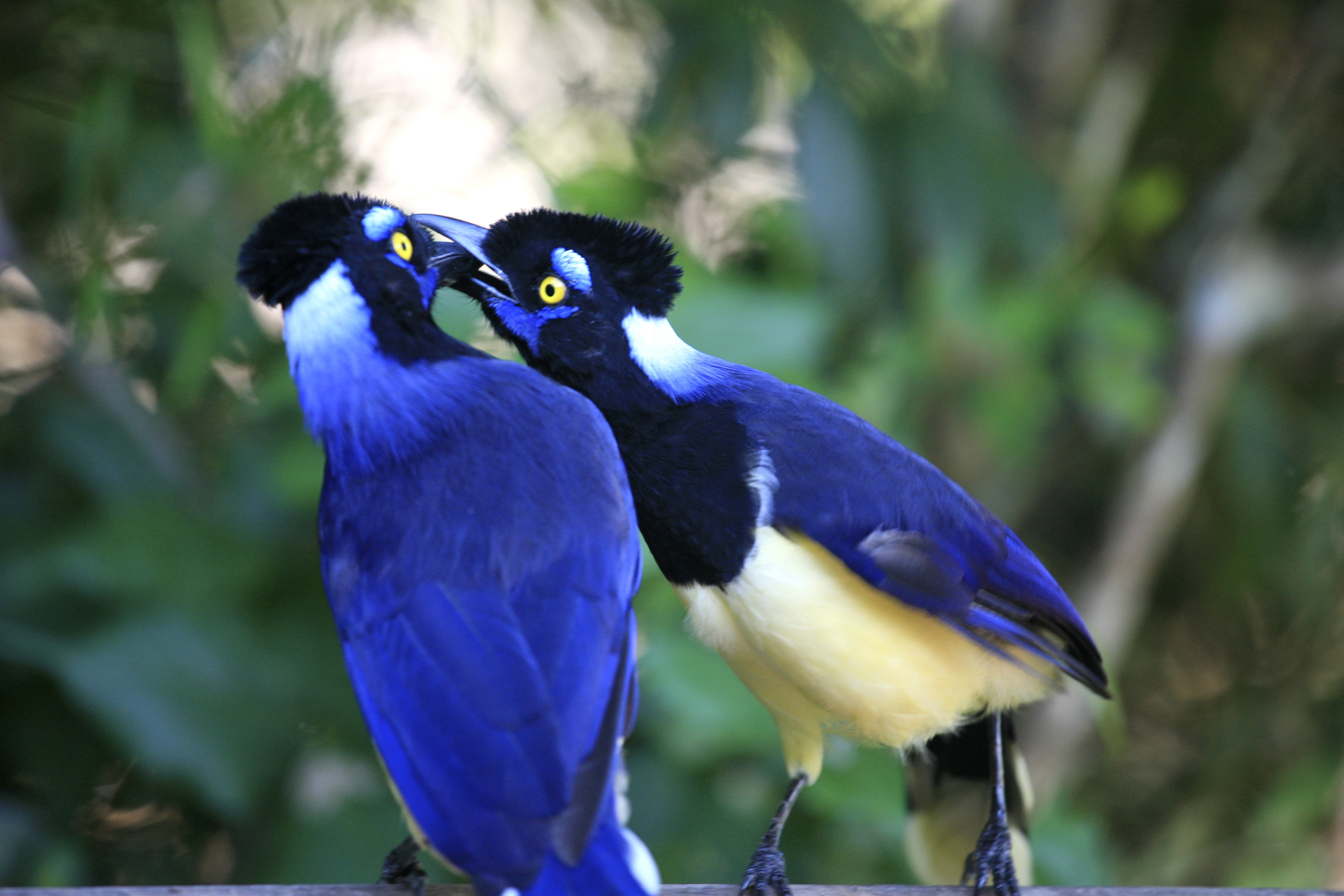
Пара круглочубих пай

Довжина птаха становить 32—36 см, вага 127—170 г. Виду не притаманний статевий диморфізм. Голова, горло і верхня частина грудей чорні, на лобі і тімені короткий чуб, під очима темно-сині плями, за очима світло-блакитні плями. Потилиця блакитнувато-біла, задня частина шиї темно-фіолетова. Верхня частина тіла темно-синьо-фіолетова, нижня частина тіла кремова, кінчик хвоста кремовий. Райдужки блідо-жовті, дзьоб і лапи чорнуваті.

## Підвиди
Виділяють чотири підвиди:
- C. c. diesingii Pelzeln, 1856 — Бразильська Амазонія (на південь від Амазонки, від Мадейри на крайньому сході Амазонаса до нижньої течії Тапажоса в штаті Пара);
- C. c. insperatus Pinto & Camargo, 1961 — гори Серра-ду-Качімбо[en] (південний захід бразильського штату Пара);
- C. c. chrysops (Vieillot, 1818) — від Болівії до південно-східної Бразилії, Парагваю, північно-східної Аргентини і Уругваю;
- C. c. tucumanus Cabanis, 1883 — північно-західна Аргентина (Сальта, Тукуман, Катамарка, Ла-Ріоха).

## Поширення і екологія
Круглочубі паї мешкають в Бразилії, Болівії, Аргентині, Парагваї і Уругваї. Вони живуть в тропічних лісах і рідколіссях, в чагарникових заростях і садах, на висоті до 2800 м над рівнем моря, переважно на висоті до 1500 м над рівнем моря. Зустрічаються поодинці, парами або невеликими сімейними зграйками до 12 птахів. Круглочубі паї є всеїдними птахами, живляться переважно комахами, іншими безхребетними, личинками, дрібними хребетними, зокрема гризунами, плазунами, яйцями і пташенятами, а також ягодами, стиглими плодами, насінням і горіхами.
Круглочубі паї є моногамними птахами, сезон розмноження у них триває з жовтня по грудень. Пара птахів будує чашоподібне гніздо, яке робиться з переплетених гілочок і рослинних волокон і встелюється м'яким рослинним матеріалом, воно розміщується на дереві, на висоті 4—6 м над землею. В кладці від 2 до 4 яєць. Інкубаційний період триває 18—20 днів, пташенята покидають гніздо через 22—24 дні після вилуплення. Насиджують самиці, тоді як самці шукають їм їжу і захищають гніздо, разом з іншими членами зграї. За пташенятами доглядають і самиці, і самці, а також їх помічники — молоді птахи з попереднього виводку.